# Колтунов Григорій Якович
Григорій Якович Колтунов (6 вересня 1907, Одеса, Російська імперія — 24 червня 1999, Одеса, Україна) — радянський і український кінодраматург, сценарист, кінорежисер. Заслужений діяч мистецтв Таджицької РСР (1980). Заслужений діяч мистецтв України (1995).

## Життєпис
Народився в родині робітника. Закінчив радіофакультет Одеської консерваторії (1930). Працював редактором і начальником сценарного відділу Одеської кіностудії художніх фільмів (1933—1937), режисером Київської кіностудії (1937—1941).
У 1945—1947 роках — художній керівник Одеського театру мініатюр.
Нагороджений медалями «За доблестный труд в Великой отечественной войне» (1945) за низку оборонновоєнних фильмів, знятих на киностудії «Грузія-фільм» в період 1941—1945 роки, значком «Отличник кинематографии СССР» (рос.).
Був одним з засновників (разом з І. О. Пир'євим) та членом Спілки кінематографістів України.
На Одеській кіностудії йому встановлено меморіальну дошку (2004, скульптор Олександр Князик), на Другому Християнському цвинтарі встановлено пам'ятник «От города Одессы» (рос.).

## Фільмографія
Автор сценаріїв художніх фільмів:
- «Українські пісні на екрані» (1936, «Пісня про пана Лебеденка», у співавт.)
- «В далекому плаванні» (1945)
- «Блакитні дороги» (1947)
- «Максимко» (1952)
- «Командир корабля» (1954)
- «Андрієш» (1954, у співавт.)
- «НП. Надзвичайна подія» (1958, 2 с, у співавт.)
- «Зелений фургон» (1959)
- «13 доручень» (1964 (у титрах Григорій Челіренко)
- «Гадюка» (1965)
- «Останнє пасмо» (1968)
- «Спокуса Дон-Жуана» (1985, авт. сценарію та співрежисер з В. Левіним);

Автор сценаріїв науково-популярних і мультиплікаційних кінокартин:
- «Висока гірка» (1951)
- «Помилка Наташі Никітіної» (1953)
- «Юля-капризуля» (1955)
- «Радянське шампанське» (1958)
- «Хто найсильніший?» (1961)
- «Тяв і Гав» (1967) та ін.

На інших студіях за його сценаріями знято стрічки:
- «Діти партизана» (1954, «Білорусьфільм»)
- «Сорок перший» (1956, «Мосфільм»); Спеціальна премія Міжнародного кінофестивалю, Канни, 1957)
- «Помста» (за оповіданням А. Чехова; премія «Золоті ворота» на фестивалі у Сан-Франциско)
- «Ненадісланий лист» (1959, «Мосфільм», у співавт. з В. Розовим і В. Осиповим)
- «Квітка на снігу» (1959, у співавт.)
- «Сказання про Рустама» (1970)
- «Рустам і Сухраб» (1971)
- «Сказання про Сіявуша» (1976, «Таджикфільм») та ін.

Поставив за власними сценаріями фільми:
- «Українські пісні на екрані» (1935, «Ой пряду, пряду»; Диплом за найкращий док. фільм в Парижі)
- «Над річкою-бережком» (у співавт.)
- «Чорна чайка» (1962, автор сценарію та режисер, «Ленфільм»).